# Samantha Riley
Samantha Linette "Sam" Riley, född 13 november 1972 i Brisbane, är en australisk före detta simmare.
Riley blev olympisk silvermedaljör på 4 x 100 meter medley vid sommarspelen 1996 i Atlanta.